# منطق آزاد
یک منطق آزاد منطقیست که پیشفرض‌های وجودی کمتری از منطق کلاسیک دارد. منطق‌های آزاد ممکن است عباراتی را کجاز بدانند که به هیچ شیئی را اشاره نمی‌کنند. منطق‌های آزاد همچنین ممکن است مدلهایی را مجاز بدانند که دامنه تهی دارند. یک منطق آزاد با خاصیت اخیر را یک منطق فراگیر گویند.

## توضیح
در منطق کلاسیک قضیه‌هایی وجود دارد که به وضوح فرض می‌کنند چیزی در دامنه سخن موجود است. قضیه‌های معتبر کلاسیک زیر را در نظر بگیرید.
1. {\displaystyle \forall xA\Rightarrow \exists xA}
2. {\displaystyle \forall x\forall rA(x)\Rightarrow \forall rA(r)}
3. {\displaystyle \forall rA(r)\Rightarrow \exists xA(x)}
یک طرح (scheme) معتبر در نظریه برابری که چنین ویژگی ای را به نمایش می‌گذارد طرح زیر است:
4. {\displaystyle \forall x(Fx\rightarrow Gx)\land \exists xFx\rightarrow \exists x(Fx\land Gx)}
به‌طور غیررسمی، اگر F برابر با «y=» باشد، G «پگاسوس است» باشد و ما «پگاسوس» را جایگزین y کنیم، به نظر می‌رسد که (۴) به ما اجازه دهد از «هر چیز برابر با پگاسوس، پگاسوس است» نتیجه بگیریم که چیزی برابر با پگاسوس است. مشکل از جایگزینی ثابتهای نا اشاره گر (nondesignating) با متغیرها ناشی می‌شود: در واقع، ما نمی‌توانیم این کار را در فرمولهای استاندارد منطق مرتبه اول انجام دهیم، چرا که هیچ ثابت نا اشاره گری وجود ندارد. از منظر کلاسیک، (x(x=y∃ از اصل برابری باز y=y با تفکیک‌پذیری (یعنی (۳) در بالا) قابل استنباط است.
در منطق آزاد، (۱) با قاعدهٔ زیر جایگزین می‌شود
1b. {\displaystyle \forall xA\land E!t\rightarrow \exists xA}، جایی که !E یک محمول وجودی است. (در برخی اما نه همه فرمول بندی‌های منطق آزاد، E!t را می‌توان به صورت (y(y=t∃ تعریف کرد)
تغییرات مشابهی در قضیه‌های دیگر را می‌توان با لحاظ کردن شرط وجود انجام داد (به عنوان مثال قانون جزئی سازی (Rule of Particularization) تبدیل می‌شود به (Ar → (E!r → ∃xAx).
اصول موضوعهای از منطق آزاد توسط تئودور هیلپرین (۱۹۵۷)، یاکو هینتیکا (۱۹۵۹)، کارل لمبرت (۱۹۶۷)، و ریچارد ال مندلسون (۱۹۸۹) ارائه شده‌است.

## تفسیر
کارل لمبرت در ۱۹۶۷ نوشت: «در واقع، می‌توان منطق آزاد را … به معنای واقعی کلمه به عنوان نظریه ای دربارهٔ وجود منفرد (singular existence) در نظر گرفت، به این معنا که شرایط مشخص کمینه ای را برای آن مفهوم تعیین می‌کند.» لذا مسئله ای که باقی مقاله به آن می‌پردازد، یک توصیف از این نظریه و طرح این پرسش بود که آیا این یک شرط لازم و کافی برای اظهارات وجودی را فراهم می‌کند یا خیر.
لامبرت این کنایه را یادآوری می‌کند که ویلارد ون اورمان کواین با چنان قاطعیتی از شکلی از منطق دفاع می‌کند که تنها منطبق بر جمله مشهور وی، «وجود داشتن معادل با مقدار یک متغیر بودن است»، به طوری که منطق با مفروضات راسل دربارهٔ نظریه توصیف همراه می‌شود. وی این رویکرد را انتقاد می‌کند زیرا ایدئولوژی بیش از حدی را وارد منطقی می‌کند که از نظر فلسفی باید خنثی باشد. در عوض، او خاطرنشان می‌کند، نه تنها منطق آزاد ملاک کواین را فراهم می‌کند، بلکه حتی آن را اثبات می‌کند! البته این کار به نحوی به چون و چرا انجام می‌دهد، چرا که وی اصول زیر را به عنوان اصل موضوعه را در نظر می‌گیرد {\displaystyle \exists xFx\rightarrow (\exists x(E!Fx))} و {\displaystyle Fy\rightarrow (E!y\rightarrow \exists xFx)}، که به خوبی ملاک کواین را فرموله می‌کند؛ بنابراین، لمبرت استدلال می‌کند که رد کردن منطق آزاد وی مستلزم رد فلسفه کواین است، که خود مستلزم استدلال است و همچنین به این معنی که هر منطقی را که معرفی کنید همواره با این فرض همراه است که برای پذیرفتن آن منطق باید کواین را رد کنید. به همین ترتیب، اگر کواین را رد کنید، باید منطق آزاد را نیز رد کنید. این موجب مشارکت منطق آزاد در هستی‌شناسی می‌شود.
اما نکته منطق آزاد داشتن فرمالیسمی است که متضمن هستی‌شناسی خاصی نیست، بلکه صرفاً تفسیری ساده و فرمال از کواین را فراهم می‌کند. یک مزیت این امر این است که فرمال سازی نظریات وجودی منفرد در منطق آزاد پیامدهای آنها را برای تحلیلی آسان نشان می‌دهد. لمبرت نظریه پیشنهادی وسلی سی سالمون و جورج نحکنیکیان را برمی‌گزیند که بر طبق آن، وجود داشتن معادل با خود-برابری است.

## یادداشت
1. ↑  Jaako Hintikka (1959). "Existential Presuppositions and Existential Commitments." Journal of Philosophy 56 (3):125-137.
2. 1 2  "Free Logic and the Concept of Existence" by Karel Lambert, Notre Dame Journal of Formal Logic, VIII, numbers 1 and 2, April 1967
3. ↑  George Nahknikian and Wesley C. Salmon, "'Exists' as a Predicate" Philosophical Review, Vol. 66: 1957, pp. 535-542